# 수플리

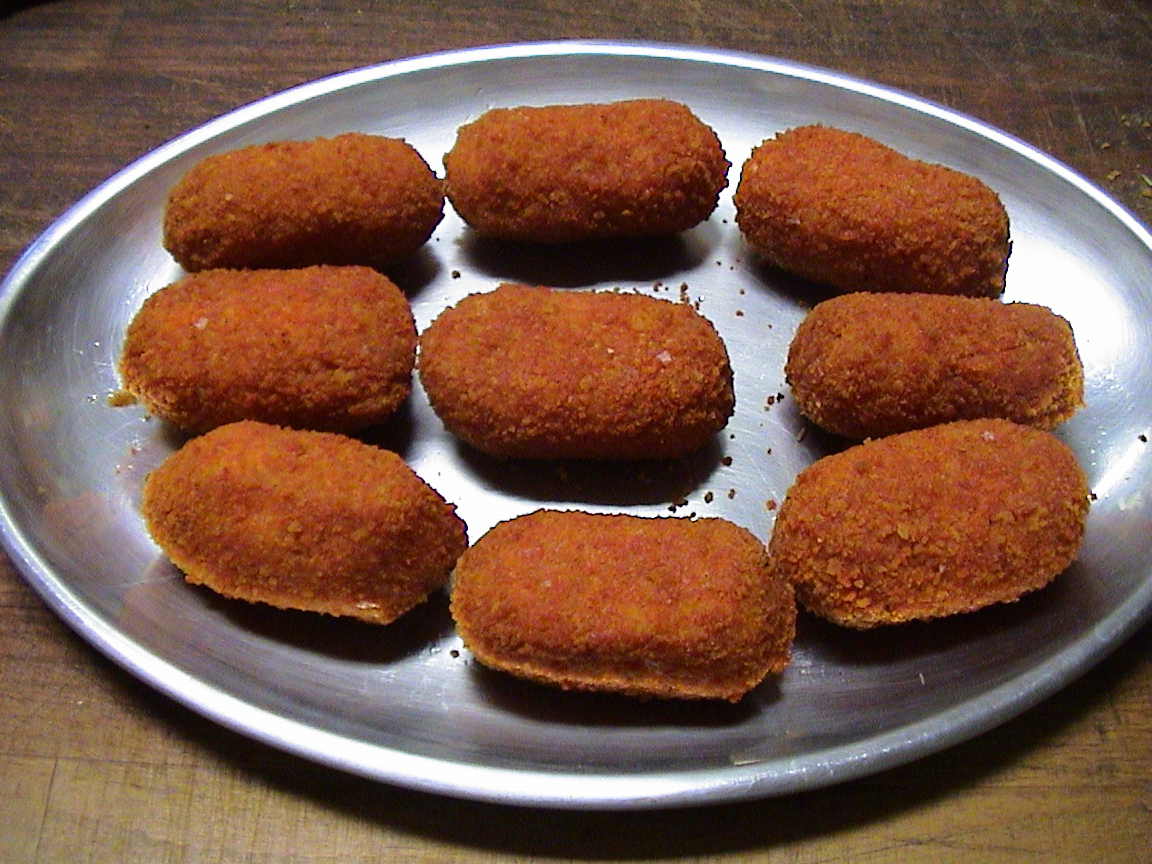
수플리

수플리(supplì)는 주먹밥 모양의 튀김 요리이다. 안에는 쌀과 치즈가 들어있는 이탈리아 요리이다.

## 같이 보기
- 아란치니
- 크로켓